# Corvol-d’Embernard
Corvol-d’Embernard település Franciaországban, Nièvre megyében. Lakosainak száma 116 fő (2022. január 1.). Corvol-d’Embernard Marcy, Champlemy, Chazeuil és Chevannes-Changy községekkel határos.

## Népesség
A település népességének változása:
| Lakosok száma | 97   | 91   | 87   | 86   | 85   | 95   | 106  | 116  |
|               | 2013 | 2015 | 2017 | 2018 | 2019 | 2020 | 2021 | 2022 |